# Jürgen Gronholz
Jürgen Gronholz  (* 28. April 1956 in Bremerhaven; † 29. Juli 2019) war ein deutscher Pop-Musiker, -Komponist und -Texter.

## Leben
Mit der ersten Band namens The Mystery Sound, die er mit 13 Jahren gründete, trat er in der Aula des Pestalozzi-Gymnasiums während einer Unterrichtspause auf. Kurz darauf gründete er seine erste internationale Band „Deep Motive“.
Sie spielten in Hamburger Läden wie Onkel Pö, Top Ten, Logo etc. Nach dem Abitur ging er für einige Monate nach Ulm, in die Schweiz und nach Österreich, um in verschiedenen Formationen Erfahrung zu sammeln.
1980 zog er dann nach München, wo er in Studios arbeitete und auch mit diversen Bands die Welt bereiste. 1986 war er Mitglied bei Dschinghis Khan Family. Sie bestritten die Grand-Prix-Vorentscheidung in München. Danach tourte er in Korea, Japan, Russland, und Thailand.
1987 stieg er in eine Top-40-Band ein und bereiste u. a. Brasilien und die Golf-Emirate. Anfang der Neunziger leiteten Gronholz und sein Bruder Carsten die Band des Sängers David Hasselhoff. Sie wurden von Jack White entdeckt und produzierten ihre eigene CD. Gronholz lebte abwechselnd auf Ibiza und in Hamburg.

## Diskografie (Auswahl)
- Mehr Als Je Zuvor, White Records, CD, Single, 1993
- Dschinghis Khan – James Bond
- Text von Sag mir wo die Träume sind (Inka Bause)
- Produzent von smiledesigner, 2001